# Christian Montanari
Christian Montanari (San Marino, 21 juni 1981) is een San Marinees autocoureur.

## Carrière
Montanari begon zijn autosportcarrière in het karting in 1997, waarin hij tot 2001 actief bleef. Dat jaar maakte hij ook zijn debuut in het formuleracing in het winterkampioenschap van de Italiaanse Formule Renault. Het jaar daarop nam hij ook deel aan het hoofdkampioenschap van deze klasse voor het team Drumel Motorsport. Met twee podiumplaatsen op het Autodromo di Vairano en het Misano World Circuit eindigde hij als zesde met 82 punten. Daarnaast nam hij ook deel aan vijf van de negen races in de Eurocup Formule Renault 2.0, waarin hij twintigste werd.
In 2003 maakte Montanari voor Coloni Motorsport zijn Formule 3-debuut in het Italiaanse Formule 3-kampioenschap. Hij won drie races op het Circuit Mugello, het Autodromo Nazionale Monza en het ACI Vallelunga Circuit en werd eingide met 98 punten als tweede achter Fausto Ippoliti, die drie punten meer scoorde. Tevens stapte hij dat jaar voor Coloni in tijdens het laatste Formule 3000-weekend op Monza als vervanger van Zsolt Baumgartner, die op zijn beurt naar de Formule 1 was overgestapt. Met een negende plaats scoorde hij geen punten.
In 2004 stapte Montanari over naar de Formule 3 Euroseries, waarin hij voor Coloni bleef rijden. Na twee raceweekenden, waarin zowel hij als zijn teamgenoot Toni Vilander geen punten scoorde, stapte het team uit het kampioenschap. Aansluitend stapte Montanari over naar de Formule Renault V6 Eurocup, waarin hij voor Victory Engineering in de tweede helft van het kampioenschap Robbie Kerr verving. Hij won twee races op het Autodromo Enzo e Dino Ferrari en het Dubai Autodrome en eindigde zo als tiende in het klassement met 122 punten.
In 2005 bleef Montanari in dit kampioenschap rijden, dat na een fusie met de World Series by Nissan verder ging onder de naam Formule Renault 3.5 Series. In dit kampioenschap kwam hij uit voor het team Draco Multiracing USA. Met één overwinning op het Circuit de Monaco werd hij achtste in de eindstand met 54 punten. In 2006 bleef hij rijden in de Formule Renault 3.5, maar stapte hij over naar het Prema Powerteam. Hij won één race op de Nürburgring en verbeterde zichzelf zo naar de zevende plaats met 58 punten.
In 2007 stapte Montanari over naar de GT-racerij en maakte zijn debuut in de GT1-klasse van de FIA GT voor het Vitaphone Racing Team. Samen met zijn teamgenoot Miguel Ramos won hij de race op het Automotodrom Brno en werd hij vierde in de eindstand met 54 punten. In 2008 stapte hij over naar AF Corse in de GT2-klasse, waarin hij samen met zijn teamgenoot Thomas Biagi vierde werd met 45 punten. Tevens reden Montanari, Biagi en Toni Vilander voor AF Corse in de GT2-klasse van de  24 uur van Le Mans van dat jaar, maar zij vielen na 111 ronden uit.
In het winterseizoen 2008-09 keerde Montanari kortstondig terug naar de formulewagens als testcoureur voor het A1 Team Italië in de A1GP. In 2009 zat hij zonder vast racezitje, maar hij nam dat jaar wel deel aan de 24 uur van Le Mans voor het Hankook Team Farnbacher in de GT2-klasse. Naast Dominik Farnbacher en Allan Simonsen kwam hij echter niet verder dan 183 ronden. Daarnaast reed hij twee raceweekenden in de Le Mans Series, waarin hij op het Circuit de Catalunya een podiumplaats behaalde. Tijdens het laatste raceweekend van de Superstars Series op het Circuit Kyalami behaalde hij twee podiumplaatsen voor het team Habitat Racing.
In 2010 reed Montanari in de helft van de races van de Superstars Series voor het team RGA Sportsmanship, waarin een derde plaats op het Autódromo Internacional do Algarve zijn enige podiumfinish was. In het Italiaanse kampioenschap eindigde hij op de zestiende plaats, terwijl hij in het internationale kampioenschap als twintigste eindigde. Ook in 2011 reed hij in vier raceweekenden, waarin hij opnieuw een podiumplaats behaalde op Misano. In het Italiaanse kampioenschap eindigde hij als veertiende, terwijl hij in het internationale kampioenschap op de zestiende plaats finishte. Na dit jaar reed hij nog sporadisch in een raceauto; in 2012 reed hij vier races in het Italiaanse GT-kampioenschap, terwijl hij in 2013 voor één race terugkeerde in de Superstars Series.